# Magrassen
Magrassen är en sjö i Härjedalens kommun i Härjedalen och ingår i Ljusnans huvudavrinningsområde. Sjön är 15 meter djup, har en yta på 1,22 kvadratkilometer och befinner sig 401 meter över havet. Magrassen ligger i Ljusnan (Hede-Svegsjön) Natura 2000-område. Sjön avvattnas av vattendraget Ljusnan.

## Delavrinningsområde
Magrassen ingår i det delavrinningsområde (691281-139497) som SMHI kallar för Utloppet av Orten. Medelhöjden är 497 meter över havet och ytan är 8,5 kvadratkilometer. Räknas de 367 avrinningsområdena uppströms in blir den ackumulerade arean 3 310,45 kvadratkilometer. Avrinningsområdets utflöde Ljusnan mynnar i havet. Avrinningsområdet består mestadels av skog (65 procent). Avrinningsområdet har 1,21 kvadratkilometer vattenytor vilket ger det en sjöprocent på 14,3 procent.